# Шејн Лонг
Шејн Патрик Лонг (енгл. Shane Patrick Long; 22. јануар 1987) бивши је ирски фудбалер који је играо на позицији нападача.
Каријеру је почео у Корк Ситију, а касније је прешао у Рединг са којим је остварио добре резултате, укључујући победу над Ливерпулом у ФА купу 2010. године. Касније је освојио награду за играча сезоне. У августу 2014. године постао је играч Саутемптона. У априлу 2019. постигао је најбржи гол у историји Премијер лиге.

## Статистика каријере

### Репрезентативна
| Репрезентација | Година | Наступи | Голови |
| -------------- | ------ | ------- | ------ |
| Ирска          | 2007   | 7       | 3      |
| Ирска          | 2008   | 2       | 0      |
| Ирска          | 2009   | 2       | 0      |
| Ирска          | 2010   | 5       | 2      |
| Ирска          | 2011   | 7       | 1      |
| Ирска          | 2012   | 9       | 2      |
| Ирска          | 2013   | 10      | 2      |
| Ирска          | 2014   | 9       | 1      |
| Ирска          | 2015   | 8       | 3      |
| Ирска          | 2016   | 12      | 3      |
| Ирска          | 2017   | 8       | 0      |
| Ирска          | 2018   | 3       | 0      |
| Ирска          | 2020   | 3       | 0      |
| Ирска          | 2021   | 3       | 0      |
| Укупно         | Укупно | 88      | 17     |

## Трофеји
Рединг
- Чемпионшип: 2005/06.[4]

## Извори
1. ↑  „Updated squads for 2017/18 Premier League confirmed”. Premier League. 2. 2. 2018.
2. 1 2  „Shane Long Profile”. Premier League. Приступљено 28. 1. 2020.
3. ↑  „Shane Long”. Football Association of Ireland. 22. 3. 2015. Архивирано из оригинала 4. 7. 2022. г.
4. 1 2  „S. Long”. Soccerway (на језику: енглески).
5. ↑  „Long goal stuns Anfield”. ESPN Soccernet. 13. 1. 2010. Архивирано из оригинала 24. 10. 2012. г.
6. ↑  „Shane Long: Southampton striker scores quickest goal in Premier League history”. BBC Sport. 23. 4. 2019.
7. ↑  Шејн Лонг на веб-сајту  (језик: енглески)